# جون إتش تشرتش
جون إتش تشرتش (بالإنجليزية: John Huston Church)‏ هو عسكري أمريكي، ولد في 28 يونيو 1892 في مقاطعة يونيون في الولايات المتحدة، وتوفي في 3 نوفمبر 1953 في واشنطن العاصمة في الولايات المتحدة.